# 维尔纳·鲍姆巴赫

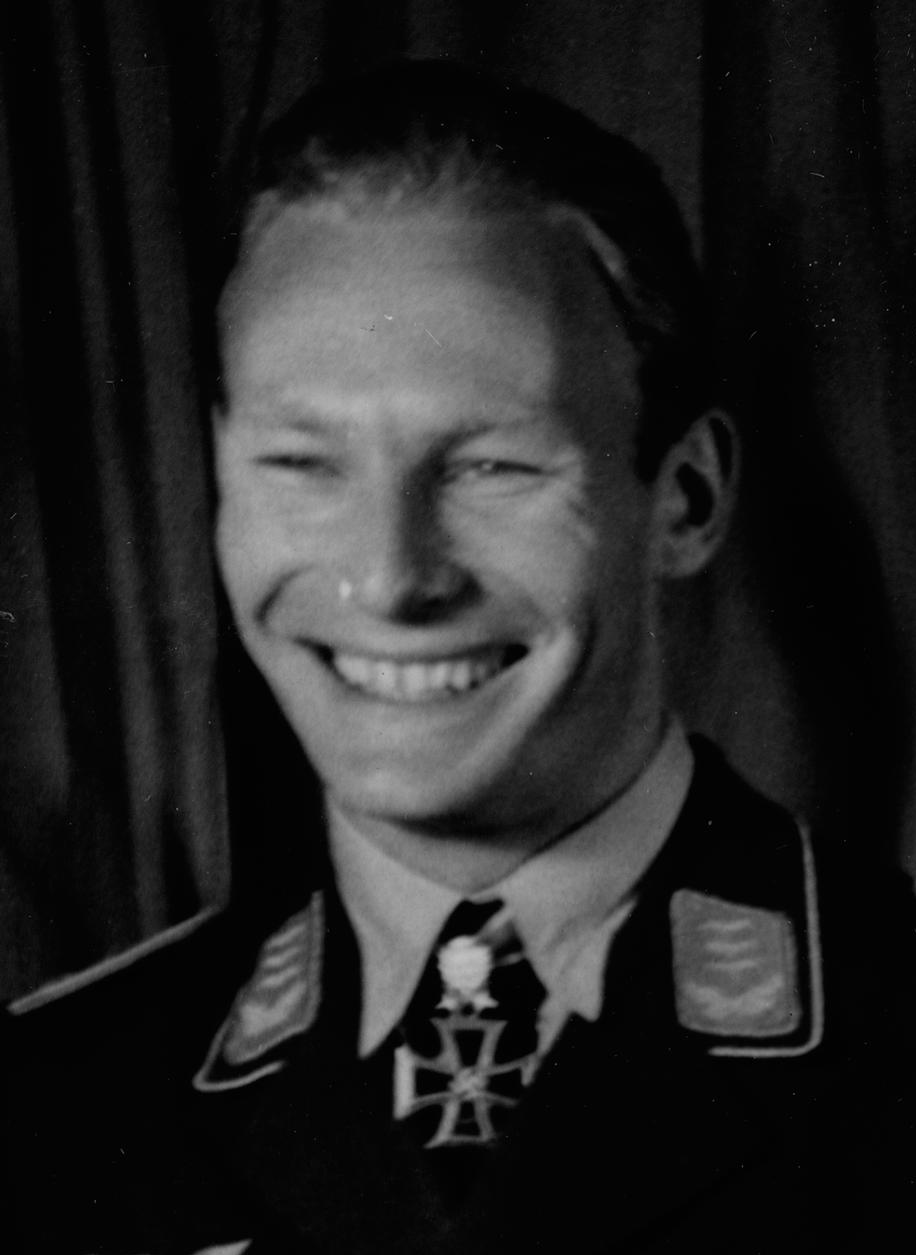
维尔纳·鲍姆巴赫

维尔纳·鲍姆巴赫（1916年12月27日—1953年10月20日）是第二次世界大战期间的一位德军轰炸机飞行员，曾指挥过納粹德國空軍的秘密轰炸机部队第200轰炸航空团（Kampfgeschwader 200）。他因摧毁了超过30万吨的盟军运输船只而获颁騎士鐵十字勳章。战后，鲍姆巴赫作为战俘被关了三年，之后移居阿根廷，在那里从事试飞员工作。1953年10月20日，他在貝拉薩特吉因坠机身亡。